# Kiwi tacat petit
El Kiwi tacat petit (Apteryx owenii) és una espècie d'ocell de la família dels apterígids (Apterygidae) nadiu de l'illa del Sud de Nova Zelanda, a la que actualment està extint. Avui queden uns 1000 individus gràcies a la introducció de poblacions en petites illes lliures de depredadores, primer a Kapiti, una petita illa propera a la costa sud de l'illa del Nord, i més tard a altres illetes com Hen, Red Mercury i Long Island.